# The Delgados
I 1994 dannede de tre barndomsvenner Alun Woodward, Steward Henderson og Paul Savage The Delgados, som de opkaldte efter den spanske cykelrytter og tidligere vinder af Tour de France Pedro Delgado. Kort efter blev gruppen fuldendt med sangerinden og guitaristen Emma Pollock.
Sideløbende med The Delgados startede kvartetten indieselskabet Chemikal Underground, der udover The Delgados bl.a. har stået bag Arab Strab.
I 1997 kom Delgados' debutalbum, Domestiques, efterfulgt af Peloton (1999) der høstede megen pressehæder. Indspilningen til det tredje album, The Great Eastern, gik dog i hårdknude og efter adskillige måneder i studiet valgte bandet at overlade produktionen til Flaming Lips-produceren Dave Friedmann.
Dette skulle vise sig at være et ganske glimrende valg, for med Friedmann bag knapperne brød The Delgados for alvor gennem lydmuren og 'The Great Eastern' løftede The Delgados op i den moderne symfoniske rocks superliga – sammen med bands som Mercury Rev og netop Flaming Lips.
I kølvandet på The Great Eastern blev Delgados hyret til at lave soundtracket til en alternativ kunstfilm, der mest af alt handlede om seriemordere, blod, vold og sæd. Det udfordrende, dystre og kollektive arbejde med projektet fyldte de fire musikere med energi og kreativitet til at gå i gang med at forfine sin unikke blanding af punkrock-energi, symfoniske arrangementer og god gammeldags utilpassethed.
Selv om gruppens fjerde album blev betitlet Hate, var resultatet dog langt fra så utilnærmeligt som titlen kunne antyde. For bag den umiddelbart afvisende titel gemte sig en romantisk insisteren på skønhed og idealisme. Et højdepunkt i gruppens karriere.
I 2004 udsendte The Delgados sit femte album, Universal Audio – dennegang uden hjælp fra Dave Friedmann og året efter blev gruppen opløst. Posthumt er udkommet The Complete BBC Peel Sessions i 2006. Efter gruppens opløsning er Emma Pollock begyndt at udgive plader i eget navn.

## Diskografi

### Albums
- 1997: Domestiques
- 1999: Peloton
- 2000: The Great Eastern
- 2002: Hate
- 2004: Universal Audio
- 2006: The Complete BBC Peel Sessions